# NS 1100 sorozat
Az NS 1100 sorozat egy holland Bo'Bo' tengelyelrendezésű, 1500 V DC áramrendszerű villamosmozdony-sorozat. A Nederlandse Spoorwegen üzemelteti. Összesen 60 db készült belőle. A sorozat a francia SNCF BB 8100 mozdonyokon alapul. A járműveket átépítették 1978 és 1982 között. 1999 óta fokozatosan vonják ki a forgalomból. Helyüket az NS 1600 sorozat veszi át. A járművek egyaránt alkalmasak személy- és tehervonatok továbbítására.